# BoA Live Tour 2010 Identity
BoA Live Tour 2010 Identity – album wideo koreańskiej piosenkarki BoA wydany 18 sierpnia 2010.

## Notowania na listach przebojów
| Kraj    | Lista (2010) | Najwyższa pozycja |
| ------- | ------------ | ----------------- |
| Japonia | DVD Chart    | 4                 |